# Rivière Lavergne
Pour les articles homonymes, voir Lavergne.
La rivière Lavergne est un affluent du lac Turgeon, coulant dans la municipalité de Eeyou Istchee Baie-James, dans le Nord-du-Québec, au Québec, au Canada. Elle coule dans les cantons de Chazel et de Lavergne.
La foresterie constitue la principale activité économique du secteur ; les activités récréotouristiques, en second.
La surface de la rivière est habituellement gelée de la fin novembre à la fin avril, toutefois la circulation sécuritaire sur la glace se fait généralement du début de décembre à la mi-avril.

## Géographie
Les bassins versants voisins de la rivière Lavergne sont :
- côté nord : lac Turgeon, rivière Turgeon, ruisseau Kodiga ;
- côté est : rivière Ojima, ruisseau Déception ;
- côté sud : rivière La Sarre, lac Macamic ;
- côté ouest : cours d'eau Brodeur, rivière Turgeon, rivière des Méloizes.

La source de la rivière Lavergne est un ruisseau forestier (altitude : 310 m) situé à :
- 45,4 km à l'est de la frontière Ontario-Québec ;
- 6,5 km au sud de l'embouchure du lac Turgeon ;
- 32,1 km au nord du centre-ville de La Sarre.

À partir de sa source, la rivière Lavergne coule sur 9,9 km entièrement en zone forestière selon ces segments :
- 8,7 km vers le nord dans le canton de Chazel, jusqu'à la limite sud du canton de Lavergne ;
- 1,2 km au nord-est dans le canton de Lavergne, jusqu'à l'embouchure de la rivière[1].

L'embouchure de la rivière Lavergne se déverse sur la rive sud du lac Turgeon (Eeyou Istchee Baie-James). Cette embouchure de la rivière est située en zone forestière à :
- 3,3 km au sud de l'embouchure du lac Turgeon ;
- 39,7 km à l'est de la frontière entre l'Ontario et le Québec ;
- 123,3 km au sud-ouest de l'embouchure de la rivière Turgeon ;
- 62,2 km au sud-ouest du centre du village de Joutel.

## Toponymie
Le terme « Lavergne » se réfère à un patronyme famille d'origine française.
Le toponyme « rivière Laverge » a été officialisé le 5 décembre 1968 à la Commission de toponymie du Québec, soit à la création de cette commission.